# Keiji Yoshimura
Keiji Yoshimura (japanisch 吉村 圭司 Yoshimura Keiji; * 8. August 1979 in der Präfektur Kochi) ist ein ehemaliger japanischer Fußballspieler.

## Karriere
Yoshimura erlernte das Fußballspielen in der Jugendmannschaft von Ehime FC und der Universitätsmannschaft der Aichi-Gakuin-Universität. Seinen ersten Vertrag unterschrieb er 2002 bei den Nagoya Grampus. Der Verein spielte in der höchsten Liga des Landes, der J1 League. Mit dem Verein wurde er 2010 japanischer Meister. Für den Verein absolvierte er 196 Erstligaspiele. 2013 wechselte er zum Zweitligisten Ehime FC. Für den Verein absolvierte er 51 Ligaspiele. Ende 2015 beendete er seine Karriere als Fußballspieler.

## Erfolge
Nagoya Grampus
- J1 League

Meister: 2010
Vizemeister: 2011
- Kaiserpokal

Finalist: 2009
- Japanischer Supercup: 2011